# 郧岭
郧岭，也称“郧西大梁”，俗称“云岭”，是陕西省商洛市与湖北省十堰市的自西向东走向的界岭。为秦岭的平行山系。

## 概况
郧岭主要分布在山阳县南南部。主峰东荫堖位于湖坪乡东南隅，海拔1708.3米。东延与商南县新开岭相接。
在山阳境内，郧岭地区为金钱河以南山地，分布着3区12乡，总面积约698平方公里。
1932年11月11日至14日，红四方面军主力近两万人离开鄂豫皖苏区战略转移途中进抵郧岭时，原计划攻克漫川关，出郧岭然后经上津、过大小坝，进一、二、三天门，再出湖北口入陕南，但陕军3个团已抢先占领了漫川关，据险扼守，堵住了前进的道路；红军被国军5个师（第1、第12、第44、第51、第65师）又陕军3个团共5万余人包围在郧岭北麓东起康家坪（板庙乡以东）西至漫川关的5公里山沟、山坡内。徐向前决定以红12师为先锋，红73师配合，强攻张家庄（龙山乡西南）的北山垭口以牺牲800多人的代价打开向北突围的通道，红10师、红11师抢占制高点阻击追击之敌。至11月13日黄昏，红四方面军以牺牲两千余人的代价，大部翻越海拔1600多米的茶壶岭（西泉乡以南），抢占竹林关，奔向杨斜，摆脱了围追堵截，又翻越秦岭、渡过汉水，经汉中入川，开辟了川陕革命根据地。